# Lagoa Bézi-Bézi
Lagoa Bézi-Bézi är en sjö i Angola.   Den ligger i provinsen Cuando Cubango, i den södra delen av landet, 1 100 kilometer sydost om huvudstaden Luanda. Lagoa Bézi-Bézi ligger 1 216 meter över havet.